# Raúl Sánchez Sánchez
Raúl Sánchez Sánchez (n. Madrid, 8 de noviembre de 1997) es un futbolista español que desempeña las posiciones de extremo izquierdo o centro delantero en el Club Necaxa de la Primera Division de México. 

## Trayectoria
Raúl Sánchez es un jugador nacido en Madrid, que puede alternar las posiciones de extremo izquierdo y delantero formado en el fútbol base del CF Trival Valderas, con el que llegó a debutar con el primer equipo en la temporada 2016-17.
En verano de 2017, ingresa en la AD Alcorcón para reforzar a su filial de Tercera División, en el que permanece durante una temporada.
En la temporada 2018-19, firma por el CD Leganés B de la Tercera División. Durante la temporada formó parte habitual de los entrenamientos del primer equipo que dirigía Mauricio Pellegrino.
En la temporada 2019-20, renueva su contrato con el CD Leganés por dos temporadas y el jugador es cedido al Burgos CF de la Segunda División B de España, en el que jugó 24 partidos con tres goles.
En la temporada 2020-21, Raúl es cedido al CF Rayo Majadahonda de la Segunda División B de España, donde disputa 24 partidos entre Liga y Copa, en los que anota cinco goles, uno de ellos olímpico y otro desde el centro del campo.
En julio de 2021, tras finalizar su contrato con el CD Leganés, firma 3 años en propiedad por el CF Rayo Majadahonda de la Primera División RFEF, donde consigue anotar 8 goles, llegando a ser el máximo goleador de su equipo y de la categoría.
El 31 de enero de 2022, Raúl firma hasta 2024 por el UD Ibiza de la Segunda División de España que paga su cláusula.
El 25 de agosto de 2022, firma por el Club Deportivo Castellón de la Primera División RFEF.

## Clubes
| Club                         | País   | Año       |
| ---------------------------- | ------ | --------- |
| CF Trival Valderas           | España | 2016-2017 |
| AD Alcorcón B                | España | 2017-2018 |
| CD Leganés B                 | España | 2018-2019 |
| CD Leganés                   | España | 2019-2021 |
| Burgos CF (cedido)           | España | 2019-2020 |
| CF Rayo Majadahonda (cedido) | España | 2020-2021 |
| CF Rayo Majadahonda          | España | 2021-2022 |
| UD Ibiza                     | España | 2022      |
| Club Deportivo Castellón     | España | 2022-     |